# Hattie McDaniel
Hattie McDaniel (Wichita, 10 de junho de 1893 — Los Angeles, 26 de outubro de 1952) foi uma atriz e cantora norte-americana. 
Em 1940 se tornou a primeira artista afro-descendente a receber um Óscar - o de  melhor atriz coadjuvante, pelo filme Gone with the Wind. Também foi a primeira negra a ir à premiação como convidada e não como servente - os organizadores do Oscar tiveram que pedir uma autorização especial para que McDaniel pudesse comparecer ao evento, pois o edifício onde a cerimônia ocorreu não permitia a entrada de pessoas negras.

## A vida antes da fama
Hattie McDaniel nasceu em Wichita, no Kansas em 10 de junho de 1893. Seus pais eram o pastor batista Henry McDaniel e a cantora gospel Susan Holbert. Sua avó paterna tinha sido uma escrava num grande latifúndio da Virgínia, e seu pai nasceu sob a condição de escravo. Henry McDaniel serviu como soldado no Exército da União durante a Guerra Civil Americana. Hattie era a mais nova de treze irmãos. Sua família viveu brevemente em Fort Collins, no Colorado, na Rua Cherry número 317 (numa casa que existe até hoje), e Hattie estudou na Escola Franklin.
Seu irmão, Sam McDaniel, interpretou o mordomo no curta-metragem de 1948 dos The Three Stooges, Heavenly Daze. Sua irmã Etta McDaniel também era atriz.
Em 1910 ela foi a única afro-americana a participar do evento Women's Christian Temperance Movement, onde veio a ganhar uma medalha de ouro por recitar um poema que ela mesma escrevera, intitulado "Convict Joe". Ganhando o prêmio, ela finalmente percebeu que queria se tornar uma artista na área de entretenimento. Abandonou a escola secundária no segundo ano para viajar pelo país com um grupo de músicos formado por seu pai e os irmãos Otis e Sam. Além de ser a cantora principal do grupo, Hattie também escrevia algumas canções para eles. Após a morte de seu irmão Otis em 1916, o grupo começou a se desestruturar, e Hattie teve de esperar até 1920 para receber outra grande oportunidade como cantora. Naquele ano, ela se juntou ao elenco da peça teatral Melody Hounds, de George Morrison, e recebeu ótimas críticas.

## Carreira

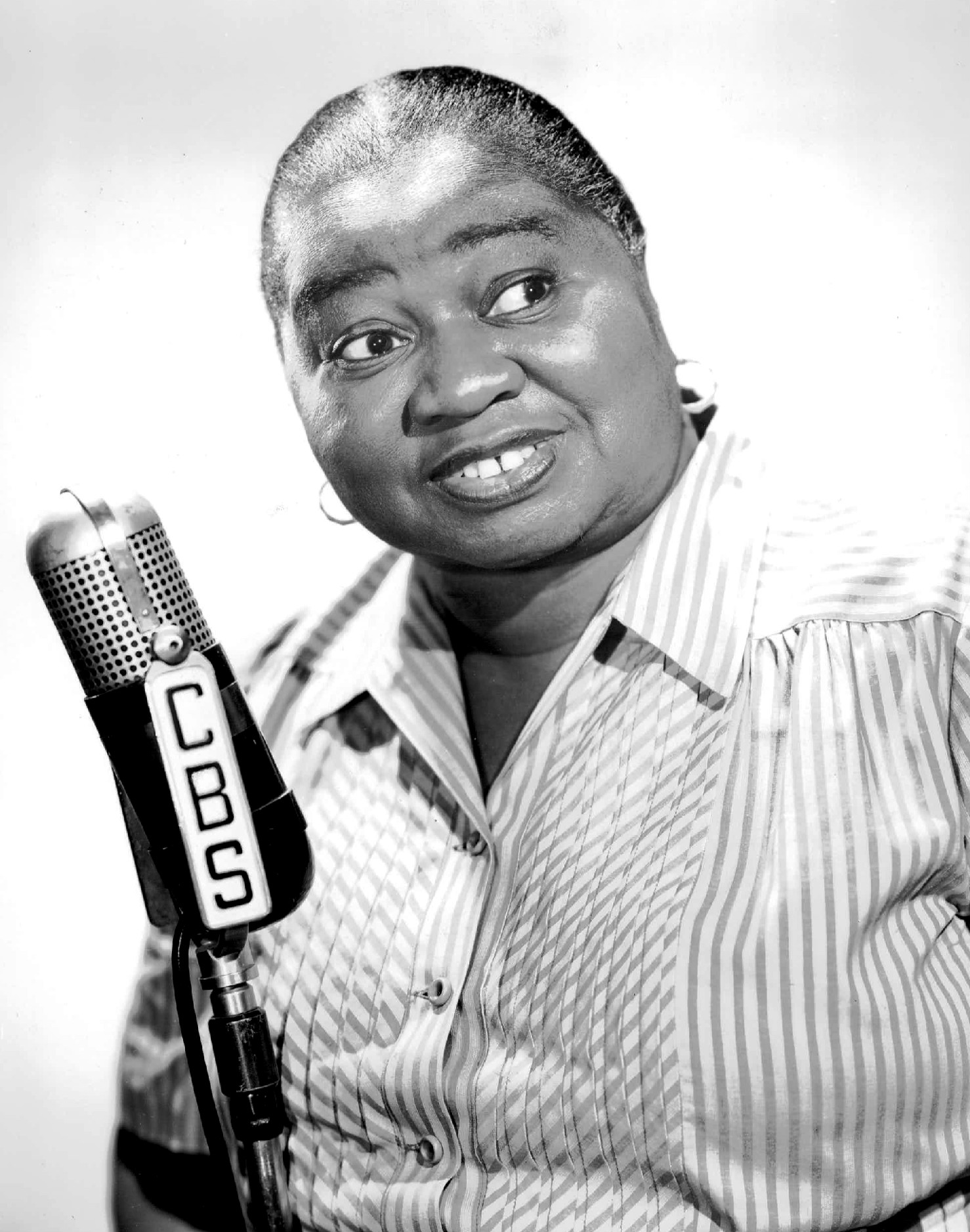
Mc Daniel em 1948

McDaniel foi uma das primeiras mulheres afro-americanas a cantar no rádio. Em 1925, McDaniel começou a cantar na KOA, uma estação de rádio em Denver. Seu trabalho como cantora de rádio levou-a a gravar várias canções, das quais a maioria ela mesma tinha escrito. Ela teve a oportunidade de fazer turnês em várias cidades norte-americanas. Os seus personagens nas peças de teatro eram frequentemente arranjados pela Theatrical Owners Booking Association, uma associação de negros donos de teatro. Ela estava interpretando o papel de Queenie em Showboat quando ocorreu o colapso na bolsa de valores de Nova Iorque e a Theatrical Owners Booking Association teve de fechar suas portas. A partir desse momento, o único trabalho que McDaniel conseguiu arranjar foi o de atendente num banheiro do Club Madrid, em Milwaukee, numa boate de pessoas brancas. Apesar de saber que McDaniel era uma boa cantora, o dono da boate temia deixá-la cantar. Certo dia, McDaniel foi convidada a se apresentar no palco, e se tornou uma das principais atrações da boate.
Em 1931, McDaniel se mudou para Los Angeles com os irmãos Sam, Etta e Orlena. Quando não conseguia papel em filmes, ela trabalhava como empregada doméstica ou cozinheira. Sam trabalhava num programa de rádio chamado The Optimistic Do-Nut Hour e conseguiu uma aparição para sua irmã no programa. Hattie tornou-se extremamente popular, virando uma estrela de rádio, mas seu salário era tão pequeno que ela tinha de continuar trabalhando como empregada. No início da década de 1930, conseguiu vários papéis em diversos filmes, no entanto, seu nome não aparecia nos créditos da maioria deles.
No curso de sua carreira, McDaniel apareceu em mais de 300 filmes, tendo seu nome aparecido nos créditos de apenas 80 deles. Por causa dos preconceitos daquela época contra atrizes afro-americanas, ela passou muito dos vinte anos de sua carreira interpretando empregadas. Certa vez ela disse: "Por que devo reclamar enquanto ganho 700 dólares por semana sendo uma empregada nas telas? Se não fosse uma nas telas, ganharia sete dólares por semana sendo uma de verdade."

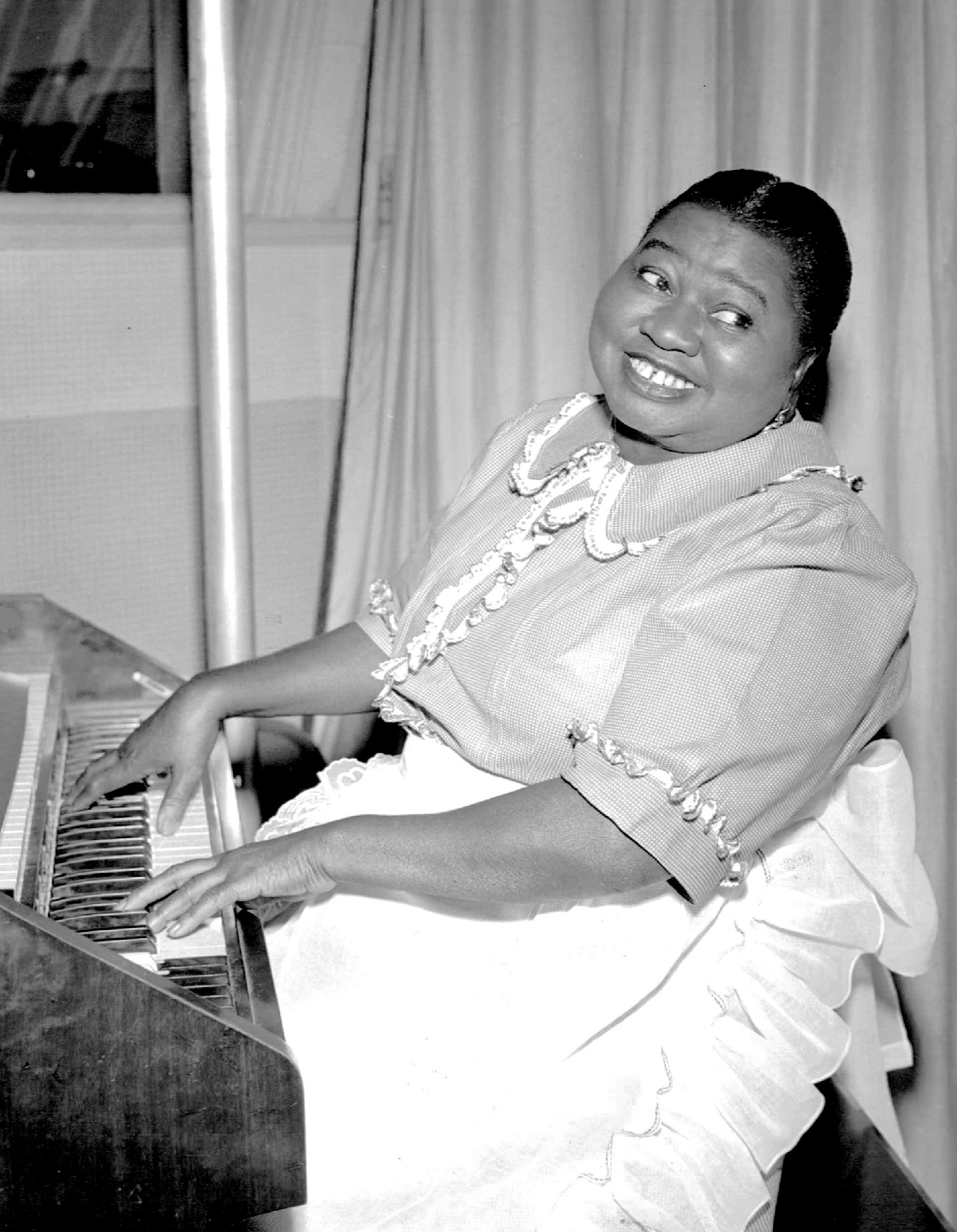
McDaniel em 1951

O filme de 1934 Judge Priest, dirigido por John Ford e estrelado por Will Rogers, foi o primeiro filme (e um dos únicos) no qual ela interpretaria o papel da personagem principal. McDaniels e Rogers se tornaram ótimos amigos durante as filmagens, e ele diria que o motivo do filme ter feito sucesso foi ela. Pela metade da década de 1930, McDaniel se tornara amiga de várias celebridades de Hollywood, incluindo Joan Crawford, Bette Davis, Shirley Temple, Henry Fonda, Ronald Reagan, Olivia de Havilland e Clark Gable. Com os dois últimos ela faria …E o Vento Levou. Foi por volta daquele tempo que ela começou a ser criticada por membros da comunidade negra pelos papéis que escolhia. The Little Colonel de 1935 mostrava serventes negros tentando retornar ao Sul dos Estados Unidos. Foi pelo papel de Mammy em … E o Vento Levou (1939), que ela recebeu o Oscar de melhor atriz coadjuvante, em 29 de fevereiro de 1940, tornando-se na primeira negra a receber tal prêmio. Também foi a primeira negra a ir à cerimônia de entrega dos prêmios Oscar como convidada. Quando foi se aproximando a data de estreia de …E o Vento Levou em Atlanta, ela avisou ao diretor do filme, Victor Fleming, que estava  doente e não poderia ir; na verdade, ela não foi pois estava com medo do que poderia acontecer devido a recente ascensão da Ku Klux Klan no Sul. Quando Clark Gable descobriu que McDaniel não iria por causa de questões raciais, ele ameaçou boicotar a estreia do filme; ele mais tarde rendeu-se a ir após McDaniel convencê-lo.
A competição para o papel de Mammy foi quase tão acirrado quanto o de Scarlett O'Hara. Eleanor Roosevelt escreveu para o produtor do filme, David O. Selznick, para pedir-lhe que o papel fosse dado à sua própria empregada. McDaniel não achou que o papel iria ser dado a ela, pois era mais conhecida como atriz cômica. Clark Gable queria que o papel fosse dado para ela, e quando Hattie foi fazer o teste vestida num uniforme de empregada, Selznick percebeu que tinha achado sua Mammy.
Os primeiros grandes papéis de Hattie vieram em 1935, com sua clássica performance em Alice Adams e China Seas, o último sendo seu primeiro filme com Gable.

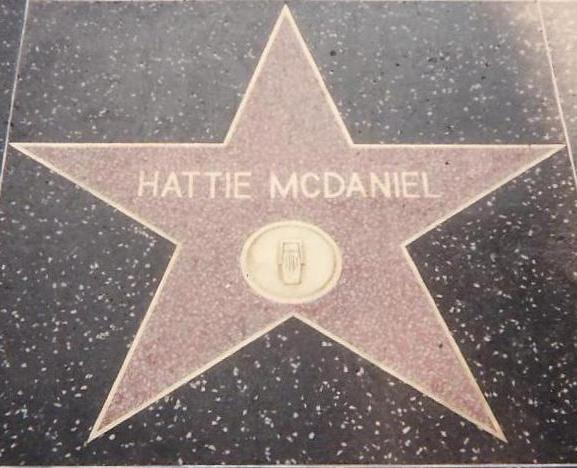
A estrela de McDaniel na Calçada da Fama

McDaniel também conseguiu os papéis principais nos filmes Saratoga e The Mad Miss Manton antes do lançamento de …E o Vento Levou. Sua performance em In This Our Life de 1942, também é muito lembrada por sua interpretação dramática de uma dona de casa negra cujo filho é acusado injustamente por um atropelamento.
Na medida em que os anos de 1940's progrediam, os papéis de serviçal em que McDaniel e outros Afro-Americanos atuavam com tanta frequência foram sujeitados a críticas cada vez mais fortes por grupos como o NAACP. Pelo final da década, ela não recebia mais papéis em filmes, e se tornou a primeira grande estrela Afro-Americana do rádio com sua série de comédia "Beulah". Ela se tornou ainda mais inovadora e pioneira novamente com uma versão de Beulah para a televisão em 1952, tomando o lugar de Ethel Waters depois da primeira temporada. Ela ficou doente no decorrer das gravações e foi substituída por Louise Beavers.
Hattie McDaniel tem duas estrelas na Calçada da Fama em Hollywood: uma por sua contribuição ao rádio, na Hollywood Boulevard 6933, e outra, pela atuação no cinema, na Vine Street 1719. McDaniel foi destaque na 29th edição dos Black Heritage Series pelo United States Postal Service. O selo de 39 centavos foi lançado em 29 de janeiro de 2006.

## Casamentos e outras atividades
Enquanto McDaniel adotava apenas papéis secundários nos filmes, ela tinha uma vida pessoal agitada. Ela se casou quatro vezes, George Langford (1922; que foi baleado e morto pouco tempo depois do casamento), Howard Hickman (1938), James Lloyd Crawford (1941-1945) e Larry Williams (1949-1950). Seus últimos três casamentos terminaram em divórcio. Quando ela morreu, ela deixou um dólar a Williams.
Em 1945, McDaniel informou ao colunista Hedda Hopper que estava grávida. Ela começou a comprar coisas para o bebê. Contudo, um médico a informaria que ela na verdade não estava grávida. McDaniel acabou caindo em depressão.
McDaniel também ajudou a arrecadar dinheiro para as tropas aliadas durante a Segunda Guerra Mundial.

## Morte
McDaniel morreu de câncer de mama em 26 de outubro de 1952, no hospital do Motion Picture House, no Vale de São Fernando. Sua herança somava um pouco menos que dez mil dólares. O desejo de Hattie era ser enterrada no Cemitério de Hollywood, juntamente com alguns de seus parceiros do cinema, mas o dono, Jules 'Jack' Roth, se recusou a permitir que uma negra fosse enterrada em seu cemitério. Então, Hattie veio a ser enterrada no Cemitério Angelus Rosedale, em Los Angeles.
Em 1999, Tyler Cassity, o novo dono do Cemitério de Hollywood, que mudou o nome deste para Hollywood Forever Cemetery, queria consertar os erros do passado e propôs à família de McDaniel que ela fosse enterrada no cemitério. Os parentes de McDaniel não quiseram perturbar os seus restos após tanto tempo, e acabaram recusando a oferta. Então, o Hollywood Forever decidiu construir um grande memorial no campo em frente ao lago, dedicando-o a McDaniel. É, hoje, um dos lugares mais populares para os visitantes do cemitério.
McDaniel também foi membro da Sigma Gamma Rho, uma das quatro fraternidades norte-americanas que usam as letras gregas em seu nome e são dedicadas a pessoas negras.

## A estatueta do Óscar
Dois foram os pedidos da atriz em seu leito de morte. O primeiro de ser enterrada no Cemitério de Hollywood, juntamente com alguns de seus parceiros do cinema e o segundo, que a sua estatueta do Óscar de melhor atriz coadjuvante fosse entregue para a  Howard University. Existem informações que a estatueta foi entregue para a universidade, porém, seu paradeiro é desconhecido deste a década de 1960. Com algumas teorias de seu sumiço, o paradeiro da peça é desconhecida. Uma das teorias é que num protesto de estudantes, estes jogaram a premiação no rio Potomac. Outra, faz menção que foi "arquivado" pela instituição em num lugar de total desconhecimento.

## Filmografia
- The Golden West (1932) ("Destino Rubro") - 1º filme.
- Impatient Maiden (1932)
- Are You Listening? (1932)
- Washington Masquerade (1932)
- The Boiling Point (1932)
- Crooner (1932)
- Blonde Venus (1932) ("A Vênus Loura")
- Hypnotized (1932)
- Hello, Sister (1933)
- I'm No Angel (1933)
- Goodbye Love (1933)
- Merry Wives of Reno (1934)
- Operator 13 (1934)
- King Kelly of the U.S.A. (1934)
- Judge Preist (1934)
- Flirtation (1934)
- Lost in the Stratosphere (1934)
- Fate's Fathead (1934) (curta-metragem)
- Babbitt (1934)
- Little Men (1934)
- The Chases of Pimple Street (1934) (curta-metragem)
- Imitation of Life (1934) ("Imitação da Vida")
- Anniversary Trouble (1935) (curta-metragem)
- Okay Toots! (1935) (curta-metragem)
- The Little Colonel (1935)
- Transient Lady (1935)
- Traveling Saleslady (1935)
- Wig-Wag (1935) (curta-metragem)
- The Four-Star Border (1935) (curta-metragem)
- China Seas (1935)
- Alice Adams (1935) ("A Mulher Que Soube Amar")
- Murder by Television (1935)
- Harmony Lane (1935)
- Music Is Magic (1935)
- Another Face (1935)
- We're Only Human (1935)
- The Bride Walks Out (1936) ("Casar É Melhor")
- Can This Be Dixie? (1936)
- Gentle Julia (1936)
- Next Time We Love (1936)
- The First Baby (1936)
- The Singing Kid (1936)
- Libeled Lady (1936) ("Casado Com Minha Noiva")
- Valiant Is the Word for Carrie (1936) ("O Crime de Ser Boa")
- Zenobia (1939)
- Gone with the Wind (1939) ("…E o Vento levou")
- Maryland (1940)
- The Great Lie (1941) ("A Grande Mentira")
- Affectionately Yours (1941)
- They Died with Their Boots On (1941)
- The Male Animal (1942)
- In This Our Life (1942)
- George Washington Slept Here (1942)
- Johnny Come Lately (1943)
- Thank Your Lucky Stars (1943)
- Since You Went Away (1944) ("Desde Que Partiste")
- Janie (1944)
- Three Is a Family (1944)
- Hi, Beautiful (1944)
- Janie Gets Married (1946)
- Margie (1946)
- Never Say Goodbye (1946)
- Song of the South (1946) ("Canção do Sul")
- The Flame (1947)
- Mickey (1948)
- Family Honeymoon (1949)
- The Big Wheel (1949) ("Flertando Com a Morte")

## Posteridade
A minissérie Hollywood, lançada em 2020 pela Netflix, prestou uma pequena homenagem à Hattie. Na série Queen Latifah faz uma participação especial interpretando a atriz. 